# Абдельхалим аль-Нимр
Абдельхалим аль-Нимр (араб. عبد الحليم النمر‎) — премьер-министр Иордании с 13 апреля по 15 апреля 1957 года.
В правительстве своего племянника Сулаймана аль-Набульси он занял пост министра обороны и внутренних дел, пока то правительство не было распущено королём. Аль-Нимр был членом Национальной социалистической партии.